# Histoire de la rubanerie à Saint-Étienne
L'Histoire de la rubanerie à Saint-Étienne fait pleinement partie de l'essor industriel de la région stéphanoise au XIXe siècle.
À Saint-Étienne, Le terme de Fabrique est utilisé  pour désigner la « rubanerie » appelé souvent à tort « passementerie », une des activités phares de la ville depuis la fin du XVIIIe siècle. L'emploi erroné du mot passementerie vient de l'utilisation locale du mot passementier pour désigner le chef d'atelier tisseur de rubans. La passementerie dans la région stéphanoise désigne par ailleurs une catégorie de rubans. 
Cette activité se développe avec la généralisation des « métiers à la zurichoise » permettant alors de tisser plusieurs rubans à la fois (le nombre dépend de la largeur du ruban).
Elle s'affranchit de la Fabrique lyonnaise à la fin du XVIIIe siècle jusqu'alors « entrepôt général et obligé de toutes les soies étrangères et indigènes ». Saint-Étienne obtient en 1808 la création d'une Condition des Soies placée sous administration municipale.

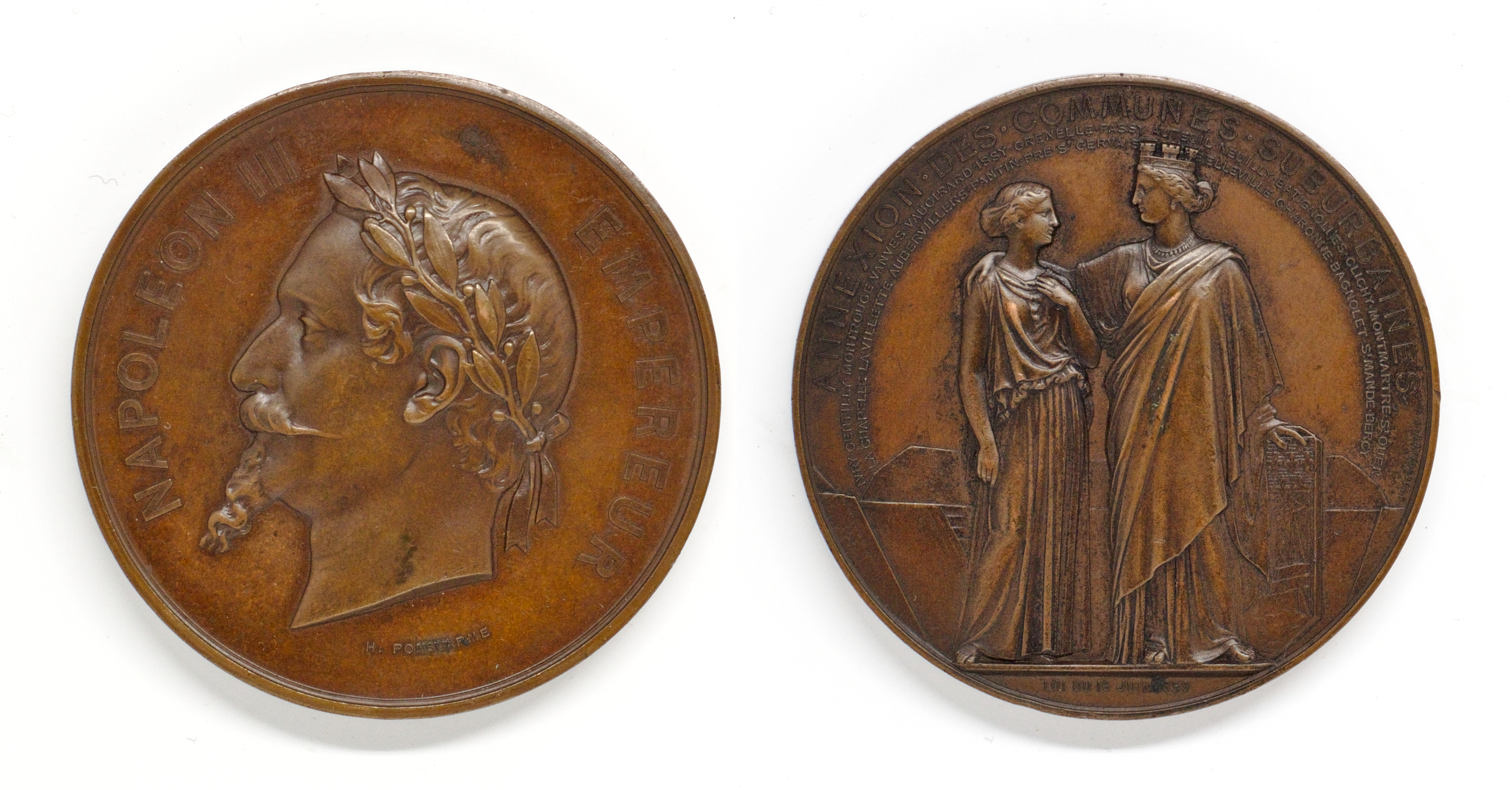
Médaille célébrant l'annexion des communes suburbaines, 1859.

Alors que la Fabrique Lyonnaise tend dès lors à faire sous-traiter sa production en zone rurale (voir l'après révolte des Canuts) ; la Fabrique Stéphanoise va s'ancrer durablement dans l'espace urbain. Les fabricants-négociants vont progressivement lotir les espaces encore vides jusqu'à l'annexion des communes suburbaines (Montaud, Beaubrun Valbenoîte et Outre-Furan) en 1855. 
L'activité offre à la ville le cadre économique (1/2 du chiffre d'affaires des industries stéphanoises en 1846), politique (les fabricants de rubans siègent au conseil municipal) et démographique (jusqu'à 40 000 personnes vivent de la passementerie) lui permettant alors de déposséder Lyon, l'éternelle rivale, du titre de première ville ouvrière de France.
En 1834 alors que la Fabrique Lyonnaise amorce la ruralisation de son activité, les passementiers stéphanois représentent déjà plus de 80 % des rubaniers de la région « lyonnaise ».
Avant la crise des années 1880, on comptait près de 7 000 ouvriers-passementiers et 250 négociant-fabricants. 
Vers 1880, l'activité sera en partie délocalisée en campagne et contribuera au développement de certains bourgs de montagne du Pilat et de la Haute-Loire (Saint-Genest-Malifaux, Saint-Just-Malmont, Sainte-Sigolène), les ateliers urbains stéphanois privilégiés bénéficiant toujours en premier lieu des nouvelles mécaniques et des innovations techniques.
L'entreprise Julien Faure, fondée en 1864 à Saint-Étienne continue à faire vivre ce savoir-faire en utilisant les techniques et les machines d'autrefois tout en élaborant de nouveaux rubans exceptionnels utilisés par les grands noms de la mode et de la haute couture.
La famille Ginot fut au XIXe siècle une famille de grands fabricants de rubans de soie près de Saint-Étienne, à Soulage sur la commune de la Valla-en-Gier.
Le Musée d'Art et d'Industrie de Saint-Étienne dispose d'une collection rubans.